# Orthomene
Orthomene é um género botânico pertencente à família Menispermaceae.

## Espécies
- Orthomene hirsuta
- Orthomene prancei
- Orthomene schomburgkii
- Orthomene verruculosa

1. ↑  «Orthomene — World Flora Online». www.worldfloraonline.org. Consultado em 19 de agosto de 2020